# ایوا پاولوویچ موری
ایوا پاولوویچ موری (انگلیسی: Eva Pavlović Mori؛ زادهٔ ۱۳ مارس ۱۹۹۶) بازیکن والیبال اهل اسلوونی است.